# Matthías Hallgrímsson
Pour les articles homonymes, voir Hallgrímsson.
Matthías Hallgrímsson est un footballeur islandais, né le 12 décembre 1946. Il évolue au poste d'attaquant du milieu des années 1960 au début des années 1980.

## Carrière

### Club
Matthías évolue pendant presque quinze ans à l'ÍA Akranes, où il a marqué les esprits. Il arrive peu de temps après la retraite d'une autre légende du club, Ríkharður Jónsson, et s'impose comme l'un des plus redoutable finisseur islandais de son époque.
Avec le club d'Akranes, il dispose de solides statistiques en championnat, et dispute toutes compétitions confondues 303 matchs pour 162 buts.
Il fait un passage éclair en Suède en 1976/1977, à l'IS Halmia. Le club d'Halmstad remontera en Allsvenskan une saison plus tard.
De retour en Islande, Matthías Hallgrímsson revient à l'ÍA, puis s'en va gagner le championnat et le titre de meilleur buteur avec Valur, où il arrête sa carrière.

### Sélection
Il totalise 45 capes et 11 buts avec l'Islande, ce qui le place toujours (en décembre 2014) dans le Top 10 des meilleurs buteurs de sa sélection. 

## Palmarès
- ÍA Akranes
  - 3 fois Champion d'Islande en 1970, 1974, 1975
  - Vainqueur de la Coupe d'Islande en 1978
  - 2 fois meilleur buteur du championnat d'Islande, en 1969 et 1975

- Valur
  - Champion d'Islande en 1980
  - Meilleur buteur du championnat d'Islande en 1980